# Lucía Fuengallego
Lucía Fuengallego (Madrid, 12 de juny de 1989) és una actriu espanyola coneguda principalment pels seus treballs en teatre.

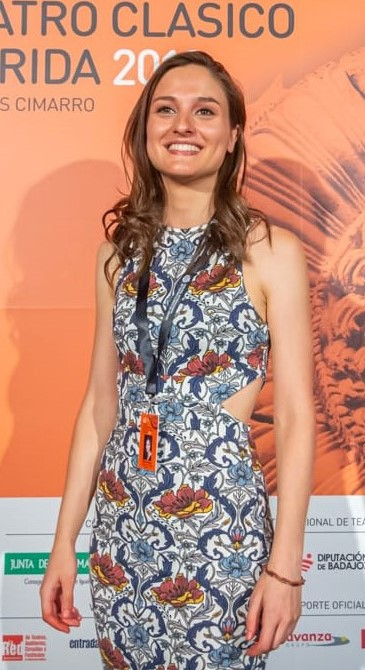
Lucía Fuengallego en 2019

En 2004, amb 15 anys, es matricula en la Escola Municipal d'Art Dramàtic de Las Rozas (Madrid). Allí fa els seus primers passos en el món de la interpretació i comença a formar-se amb professionals com María Luisa García o Carlos Marchena. En aquesta primera etapa, participarà en els muntatges Paso a paso (2005); 50 años con Juan Gelman i Dalí y el Surrealismo poético (a los cien años de Dalí) (ambdós dirigits per Fermín Cabal el 2006); Hoy no hablamos de amor (2007); i Caperula Rubra (2007).
En 2007, als 18 anys, i després de finalitzar els seus estudis de secundària, ingressa a la Reial Escola Superior d'Art Dramàtic (RESAD), on es forma de la mà de mestres com Charo Amador, Vicente Fuentes o Luis Landero i amb companyes com Aura Garrido i Hiba Abouk.
En 2009 participa en el muntatge Con Lope de Vega a capa y espada, estrenat a la Biblioteca Nacional d'Espanya dins de La Noche en Blanco madrilenya.
En 2011 finalitza la seva llicenciatura en la RESAD especialitzant-se en Interpretació Textual. Aquest mateix any participa en la LVII Edició del Festival Internacional de Teatre Clàssic de Mèrida amb l'obra Antígona, protagonitzada per Marta Etura, María Botto, Blanca Portillo i Antonio Gil Martínez, entre d'altres.
En 2011 estrena també La Indagación, amb direcció de Charo Amador, una obra documental de Peter Weissbasada en les actes dels Judicis de Frankfurt contra 23 responsables del camp de concentració i extermini de Auschwitz. Aquest muntatge, realitzat per la companyia Efímero Teatro, es va reposar en diverses ocasions fins a 2013 i va collir excel·lents crítiques. Va resultar finalista en el XV Certamen Nacional de Teatre per a Directores d'Escena Ciutat de Torrejón
En 2013 participa en l'homenatge al Mestre d'Esgrima Iñaki Arana organitzat per la RESAD amb motiu de la inesperada defunció del professor. El muntatge resultant Lección de armas, va arribar a ser finalista en el Festival Talent Madrid aquest mateix any.
Pocs mesos després, i coincidint amb el dia del seu 24è aniversari, trepitja per primera vegada les taules del Teatro Valle-Inclán del Centro Dramático Nacional (CDN) estrenant Serena Apocalipsis a les ordres del director Antoni C. Guijosa. Comparteix escenari amb Alberto Iglesias i Elena González, entre d'altres. El text, que planteja un futur distòpic en el qual els personatges han de sobreviure en una ciutat pauperitzada per la crisi econòmica i visitada a la nit per unes estranyes criatures, va anar conformant-se durant el procés d'assajos amb l'elenc i és obra de la dramaturga Verónica Fernández, guanyadora d'un Premi Goya el 2001 pel guió d'El Bola.
El 2015 torna al Teatro Valle-Inclán (Centro Dramático Nacional) amb Trilogía de la ceguera, una tripla conformada per les obres La Intrusa, Interior i Los ciegos, de Maurice Maeterlinck, dirigides per Vanessa Martínez, Raúl Fuertes i Antonio C. Guijosa respectivament.
En 2018 comença a treballar en la companyia de Blanca Marsillach protagonitzant el muntatge Belcebú, una obra creada amb l'objectiu de conscienciar al públic adolescent i adult sobre el assetjament escolar o bullying.
En 2019 trepitja de nou la sorra del Teatre Romà de Mèrida en la LXV edició del Festival Internacional de Teatre Clàssic de Mèrida amb l'obra Tito Andrónico, de Shakespeare, en versió de Nando López. En aquesta tragèdia, qualificada per molts experts com l'obra més sagnant del bard anglès, interpreta a Lavínia, la jove filla de Titus (encarnat al seu torn pel candidat a un Premi Goya i guanyador d'un Premi Max José Vicente Moirón'), que és violada i brutalment mutilada per ordre de la reina goda Tamora, a qui dona vida Carmen Mayordomo. El muntatge, dirigit per Antoni C. Guijosa, va tenir excel·lents crítiques i va anar de gira per tota la geografia espanyola.
En 2020 fa el seu debut en ficció encarnant a Eva en la 8a temporada d'Amar es para siempre.

## Filmografia

### Televisió
| Any  | Títol                | Personatge | Notes     |
| ---- | -------------------- | ---------- | --------- |
| 2020 | Amar es para siempre | Eva        | Recurrent |

### Curtmetratges
| Any  | Títol                                     | Direcció                           | Personatge    | Notes                |
| ---- | ----------------------------------------- | ---------------------------------- | ------------- | -------------------- |
| 2008 | GÉNESIS                                   | Javier Gomis                       | Eva           | Protagonista         |
| 2009 | Bello Durmiente (Sleeping Boyty)          | Víctor Pintado                     | Ella          | Protagonista         |
| 2010 | MoCap (Corto de animación Motion Capture) | Mertixell Aragonès                 | Bella         | Protagonista         |
| 2013 | Verónica                                  | Inés Quintana                      | Verónica      | Protagonista         |
| 2014 | DUPLICITY                                 | John Reck                          | Monica        | Personatge secundari |
| 2017 | En su sitio                               | Alexandra Ispierto                 | Marina        | Personatge secundari |
| 2017 | El rifle de Chèjov                        | Cristóbal Bolaños i Guillermo Ruiz | Carmen        | Protagonista         |
| 2017 | De vuelta                                 | Ana Romero i Claudia Benítez       | Esmeralda     | Protagonista         |
| 2018 | Perdidos en la bruma                      | Sergi Monfort                      | Karla Klavier | Protagonista         |
| 2019 | El Informe Jimeno                         | Felipe Escalante                   | Marta         | Secundari            |
| 2020 | Dos de espadas                            | Alberto Collado de Lis             | Laura         | Protagonista         |

### Doblatge
| Any  | Categoria | Notes                                                                               |
| ---- | --------- | ----------------------------------------------------------------------------------- |
| 2007 | Doblatge  | Elige tu profesión Ideal (CD Interactiu per distribució docent) - Varis personatges |
| 2013 | Locució   | Locució de relats per Siguala S.A.                                                  |
| 2018 | Locució   | Ambientació de jocs per al canal de YouTube La Mazmorra de Pacheco                  |

## Teatre

### Com a actriu
- Paso a paso (2005)
- 50 años con Juan Gelman (2006)
- Dalí y el Surrealismo poético (a los cien años de Dalí) (2006)
- Como la vida misma (2007)
- Hoy no hablamos de amor (2007)
- Caperula Rubra (Adaptació en llatí del conte de Caputxeta vermella) (2007)
- Con Lope de Vega a capa y espada (2009)
- Theatrum mundi (2010)
- Camino Real (2010)
- Si tu boca se entreabriera (2011)
- Rent (2011)
- En el Mundo del Revés (2011)
- Antígona (2011)
- Tartufo (2012)
- Lección de armas (2013)
- La Indagación (2011-2013)
- Serena Apocalipsis (2013)
- Viva Madrid (2014)
- Trilogía de la ceguera (2015)
- El balcón de las fantasías (monòleg) (2016)
- La cita (2017)
- Sketches por la no-violencia (2017 - 2018)
- REDES (2016 - 2019)
- Belcebú (2018 - Actualitat)
- Tito Andrónico (2019 - Actualitat)

### Com a ajudant de direcció
- Claudio, tío de Hamlet (2012 - 2013)

### Como a ajudant de producció
- Desde la Oscuridad (2012)

## Premis y nominacions
Premis Unión de Actores y Actrices
| Any  | Categoria                          | Muntatge       | Resultat |
| ---- | ---------------------------------- | -------------- | -------- |
| 2020 | Millor actriu secundària de teatre | Tito Andrónico | Nominada |

Premis Noray
| Any  | Categoria                  | Nom                | Resultat |
| ---- | -------------------------- | ------------------ | -------- |
| 2018 | Millor Actriu Protagonista | El Rifle de Chéjov | Nominada |

Premis Festival de Cortos Delegación UC3M
| Any  | Categoria                  | Nom                | Resultat |
| ---- | -------------------------- | ------------------ | -------- |
| 2018 | Millor Actriu Protagonista | El Rifle de Chéjov | Nominada |